# Ramillies (Schiff, 1893)
Die Ramillies, auch HMS Ramillies, war ein Schlachtschiff (Einheitslinienschiff) der Royal-Sovereign-Klasse, das in den 1890er-Jahren für die Royal Navy gebaut wurde.

## Geschichte
Die Ramillies, benannt nach der Schlacht bei Ramillies, wurde am 11. August 1890 in der Schiffswerft von John Brown & Company in Clydebank auf Kiel gelegt, am 1. März 1892 vom Stapel gelassen und am 17. Oktober in Portsmouth für den Einsatz in der Mittelmeerflotte in Dienst gestellt. Bei ihrer Ankunft in Malta am 8. November ersetzte sie die Sans Pareil als Flaggschiff. Im Juli 1899 wurde sie dann ihrerseits von der HMS Renown als Flaggschiff abgelöst.
Im August 1903 nahm das Schiff an kombinierten Manövern vor der Küste Portugals teil und wurde anschließend in Portsmouth der Reserve in Chatham unterstellt. Im Juni 1906 nahm die Ramillies an kombinierten Manövern der Atlantik–, Kanal– und Reserveflotte teil. Dabei kollidierte sie am 16. Juni mit der Resolution, wobei ihr Heck und die Propeller beschädigt wurden. Am 9. März 1907 wurde sie mit reduzierter Mannschaft für den Einsatz in der Special Service Division der Home Fleet wieder in Dienst gestellt. Im August wurde sie ausgemustert und der Reserve in Devonport zugeteilt. Nachdem ihre Maschinen und Kanonen entfernt worden waren, wurde sie im Juli 1913 auf die Motherbank geschleppt, wo sie bis zu ihrem Verkauf an George Cohen am 7. Oktober verblieb.

## Technik

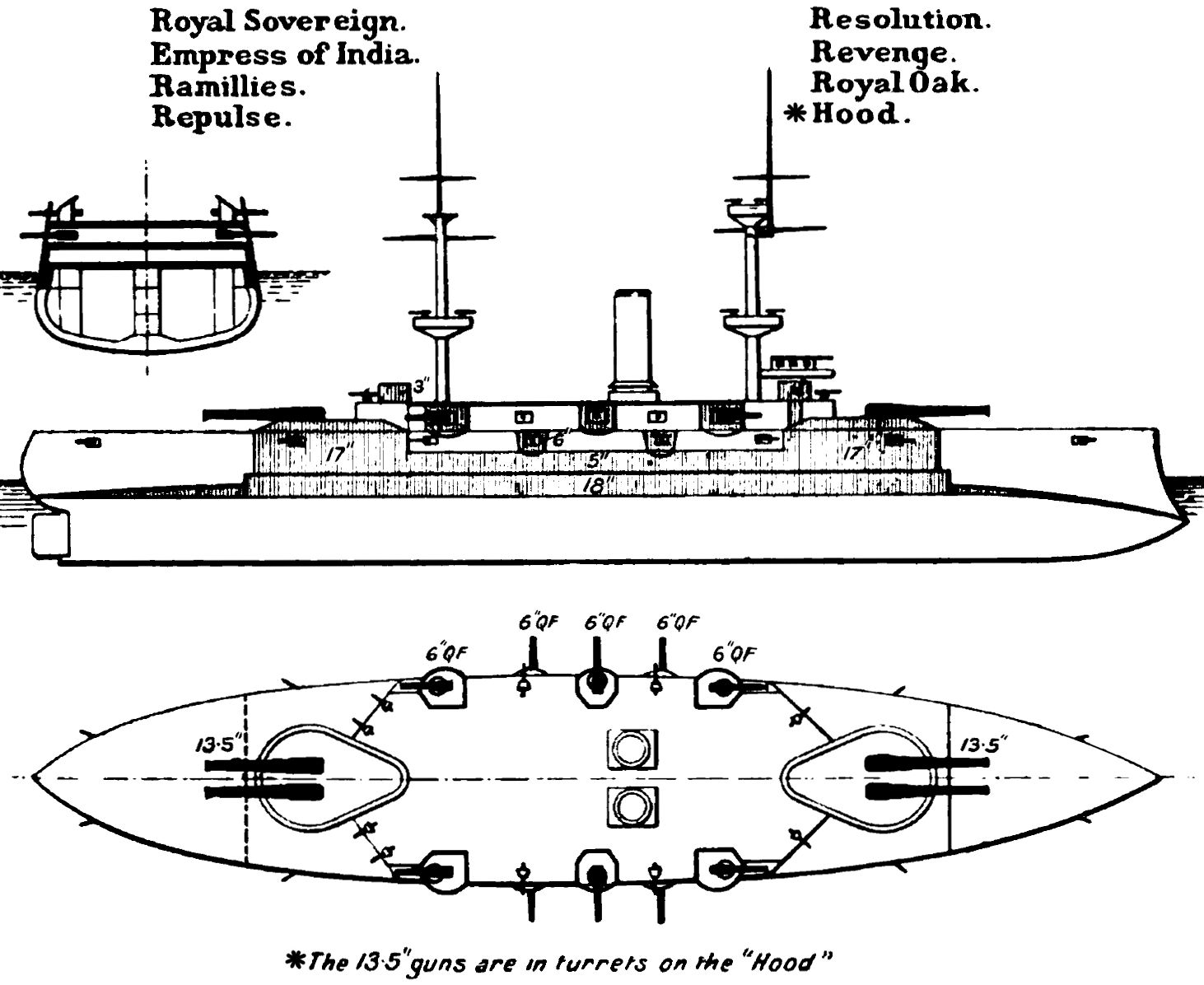
Royal-Sovereign-Klasse aus Brassey’s Marine-Jahrbuch 1906

Das Schiff hatte eine Gesamtlänge von 125 m, eine Länge zwischen den Loten von 115,80 m, eine Breite von 22,90 m und einen Tiefgang von 8,40 m. Die Verdrängung lag zwischen 14.490 t und 15.098 t. Ihre Besatzung bestand aus 670 Offizieren und Mannschaften. Die Baukosten betrugen 980.825 Pfund.

### Antrieb
Die Ramillies war mit zwei Humphrys & Tennant-Dreizylinder-Verbunddampfmaschinen ausgestattet, die jeweils eine Welle antrieben und insgesamt 9.000 Shp (6.619 kW) entwickelten, mit der sie eine Höchstgeschwindigkeit von 16 Knoten (30 km/h) erreichte. Der Dampf wurde von acht Zylinderkesseln geliefert. Das Schiff konnte maximal 1.513 t Kohle mitführen, was ihm bei 10 Knoten (19 km/h) eine Reichweite von 4.720 Seemeilen (8.740 km) ermöglichte. Durch Zwangsbelüftung (forced draft) erhöhte sich die Leistung auf 11.000 PS (8.200 kW) und die Höchstgeschwindigkeit auf 17,5 Knoten (32,4 km/h).

### Bewaffnung
Die Hauptbewaffnung bestand aus vier 343-mm-Geschützen in zwei Zwillingsgeschützbarbetten, je eine vor und hinter den Aufbauten. Jede Kanone war mit 80 Schuss bestückt. Die von diesen Geschützen abgefeuerten 570 kg schweren Granaten konnten mit einer Ladung von 290 kg rauchlosem prismatischem Pulver 711 mm Schmiedeeisen auf 910 m durchschlagen. Die Geschütze hatten bei einer maximalen Elevation von 13,5° und einer Mündungsgeschwindigkeit von 614 m/s eine Reichweite von 10.930 m. Die Sekundärbewaffnung bestand aus zehn 152-mm-Schnellfeuergeschützen in Kasematten, fünf auf jeder Breitseite. Die Kanonen hatten bei einer maximalen Elevation von 15° und einer Mündungsgeschwindigkeit von 680 m/s eine Reichweite von 9.140 m. Zur Abwehr von Torpedobooten waren sechzehn 57-mm- und zwölf 47-mm-Hotchkiss-Kanonen sowie acht 8-mm-Maxim-Maschinengewehre installiert. Außerdem verfügte die Royal-Sovereign über sieben Torpedorohre mit 457 mm Durchmesser.

### Panzerung
Die Ramillies hatte einen Panzergürtel aus Compoundpanzerung. Er erstreckte sich über 76 m von der vorderen zu der Barbette achtern. Mittschiffs war er zwischen 457 mm dick und verjüngte sich nach vorn und achtern auf 356 mm, wo er in 406-mm-Querschotten vorn und 356 mm achtern endete. Darüber verlief ein 101 mm dicker Plankengang, der sich mittschiffs 46 m von der Innenseite der vorderen bis zur Innenseite der Barbette achtern erstreckte.
Die Barbetten waren zwischen 406 und 431 mm dick. Die Kasematten der 152-mm-Kanonen waren mit 101 mm gepanzert. Der vordere Kommandoturm war mit 304 bis 355 mm gepanzert und der hintere war rundherum mit 76-mm-Panzerplatten geschützt. Das Schiff hatte zwei gepanzerte Decks mit einer Panzerung von 64 mm und 76 mm.